# 彭光伟
彭光伟（1917年—2011年），四川德阳人，中华人民共和国政治人物、外交官。
早年参加抗日战争。
历任全国总工会西南办事处组织部部长、秘书长，四川省总工会主席，外交部苏联东欧司副司长·1972年，接替宋之光担任中华人民共和国驻德意志民主共和国大使。1977年，由陈东接任。次年，担任中华人民共和国驻尼泊尔大使。1981年，担任中华人民共和国驻南斯拉夫社会主义联邦共和国大使。